# The Answer (groupe)
Pour les articles homonymes, voir The Answer.
Pour l’article homonyme, voir Answer.
The Answer est un groupe de hard rock et blues rock britannique, originaire de Newcastle et Downpatrick, en Irlande du Nord. Il est influencé par Led Zeppelin, Free, AC/DC, Def Leppard, The Who et The Black Crowes.

## Biographie
The Answer est formé en 2000 par le guitariste Paul Mahon, dont le père était trompettiste de jazz et membre du showband irlandais The Freshmen. À 18 ans, Paul souhaite former un groupe de hard rock et fait appel au bassiste Micky Waters, un ami d'école qui jouait dans plusieurs cover bands de Belfast. Désormais au nombre de quatre, le groupe passe l'année 2001 à écrire, répéter et jouer en concert. En 2002, le groupe attire l'attention de MCD Productions en Irlande.
En 2005, le magazine Classic Rock l'élit « meilleur nouveau groupe de l'année ». En 2008 et 2009, The Answer fait la première partie de la tournée Black Ice Tour du groupe AC/DC. Le groupe assure également les premières parties de AC/DC sur la tournée européenne en salles, ainsi qu'en stades à partir du mois de juin 2009. 
Leur morceau Never Too Late est inclus dans le jeu vidéo Guitar Hero World Tour
Into the Gutter est aussi inclus dans le jeu vidéo Pure.
En 2015, il assure de même la première partie du groupe Whitesnake, qui promeut son album The Purple Album avec The Purple Tour, pour la plupart de leurs concerts aux États-Unis et certaines dates européennes. Cette tournée promeut le dernier album de The Answer, Raise a Little Hell. En 2016, ils assurent une seconde fois la première partie de Whitesnake, en tournée sur leur The Greatest Hits Tour en Europe. The Answer est alors sur la tournée Rise 10th Anniversary, pour fêter le dixième anniversaire de leur premier album Rise.
En 2017, The Answer assure une tournée britannique pour son nouveau single, 'In this Land'. La set list est dominée par leur nouvel album, Solas (2016), mais comprend plusieurs morceaux biens connus comme Waste Your Tears, Demon Eyes et Come Follow Me. Un film retraçant leur histoire est annoncé et sorti en mai 2017.

## Membres
- Cormac Neeson - chant
- Paul Mahon - guitare
- Micky Waters - basse
- James Heatley - batterie

## Discographie

### Albums studio
- 2006 : Rise
- 2009 : Everyday Demons
- 2011 : Revival
- 2013 : New Horizon
- 2015 : Raise a Little Hell
- 2016 : Solas
- 2023 : Sundowners